# Ai no Album 8
Ai no Album ⑧ (jap. 愛のアルバム⑧ Ai no Arubamu ⑧) – siódmy album studyjny japońskiego zespołu Berryz Kōbō, wydany 22 lutego 2012 roku. Osiągnął 25 pozycję w rankingu Oricon i pozostał na liście przez 2 tygodnie, sprzedał się w nakładzie 5 666 egzemplarzy.

## Lista utworów
Utwory zostały napisane i skomponowane przez Tsunku.
| CD (PKCP-5203) | |                  |                                                           |      |
| Nr             | Tytuł                                                                                              | Aranżacja        | Wykonanie                                                 | Czas |
| 1.             | "Mythology ~Ai no Album~" (jap. Mythology〜愛のアルバム〜 Mythology ~Ai no Arubamu~)               | Hiroshi Matsui   |                                                           |      |
| 2.             | "Yo no naka barairo" (jap. 世の中薔薇色)                                                           | Masanori Takumi  |                                                           |      |
| 3.             | "Shy boy"                                                                                          | AKIRA            |                                                           |      |
| 4.             | "Because happiness"                                                                                | Kaoru Ōkubo      |                                                           |      |
| 5.             | "Ren'ai moyō" (jap. 恋愛模様)                                                                      | Kōichi Yuasa     | Chinami Tokunaga, Maasa Sudō, Yurina Kumai, Risako Sugaya |      |
| 6.             | "Ai no dangan" (jap. 愛の弾丸)                                                                     | Yūsuke Itagaki   |                                                           |      |
| 7.             | "Amazuppai haru ni sakurasaku/Berryz Kōbō×℃-ute" (jap. 甘酸っぱい春にサクラサク／Berryz工房×℃-ute) | Masanori Takumi  | Berryz Kōbō×°C-ute                                        |      |
| 8.             | "Atarashii hibi" (jap. 新しい日々 Atarashī hibi)                                                   | HΛL              | Saki Shimizu, Momoko Tsugunaga, Miyabi Natsuyaki          |      |
| 9.             | "Aa, yo ga akeru" (jap. ああ、夜が明ける)                                                          | Shōichirō Hirata |                                                           |      |
| 10.            | "Seishun gekijō" (Berryz Kōbō Ver.) (jap. 青春劇場（Berryz工房Ver.）)                              | Hiroshi Uesugi   |                                                           |      |

## Notowania
| Lista                      | Pozycja |
| -------------------------- | ------- |
| Oricon Daily Albums Chart  | 10      |
| Oricon Weekly Albums Chart | 25      |
| Billboard JAPAN Top Albums | 24      |